# Reloaded (album de Point Blank)
Pour les articles homonymes, voir Reloaded.
 (février 2024).
Si vous disposez d'ouvrages ou d'articles de référence ou si vous connaissez des sites web de qualité traitant du thème abordé ici, merci de compléter l'article en donnant les références utiles à sa vérifiabilité et en les liant à la section « Notes et références ».
Albums de  Point Blank
On A Roll
(1982) Fight On
(2009)
Reloaded est le premier album live du groupe de rock sudiste Point Blank.
Cet album est le premier matériel sorti après la réunification du groupe, en 2005. Il a été enregistré pour l’essentiel au Texas en 2005.

## Titres
| No  | Titre                | Durée |
| --- | -------------------- | ----- |
| 1.  | Back In The Alley    | 4:43  |
| 2.  | Moving               | 3:15  |
| 3.  | Nasty Notions        | 3:29  |
| 4.  | Bad Bees             | 2:48  |
| 5.  | Uncle Ned            | 4:11  |
| 6.  | Stars and Scars      | 6:56  |
| 7.  | Lonestar Fool        | 4:11  |
| 8.  | Freeman              | 5:43  |
| 9.  | Mean To Your Queenie | 5:03  |
| 10. | Nicole               | 3:45  |
| 11. | Let Her Go           | 4:04  |
| 12. | How Blue Can You Get | 9:34  |
| 13. | Thank You Mama       | 1:42  |